# Zamek Karpień
Zamek Karpień (dawniej niem. Karpenstein) – obecnie zrujnowany średniowieczny zamek na szczycie Karpiaka (782 m n.p.m.) w Górach Złotych, w gminie Lądek-Zdrój (Sudety, ziemia kłodzka), stolica dawnego państwa karpieńskiego. Obiekt objęty ochroną jako zabytek.

## Legendarne początki
Opierające się tylko na przypuszczeniach teorie datują powstanie pierwszego grodu w tym miejscu na wczesne średniowiecze i przypisują jego założenie plemieniu Chorwatów. Zapewne także legendą jest hipoteza, że Bolesław Chrobry wyprawiający się na podbój Czech w 1003 r. przebywał w drewnianym gródku granicznym na szczycie Karpiaka. Być może zamek posłużył i dla wojsk Bolesława Śmiałego przy jego interwencjach w Czechach. Pewniejsze przypuszczenia lokują tu pierwszy zamek przed 1200 r. i władcy Czech przypisują jego postawienie.

## Rys historyczny
Pierwszym znanym z nazwiska panem na zamku był Thamo Glubos Starszy (?-1337), lennik króla Jana Luksemburskiego. Ród miśnieńskiego szlachcica posiadał w herbie złotego karpia malowanego na niebieskim polu i stąd wywodzona jest nazwa Karpień.
Zamek w XIV i XV w. był siedzibą szlachty władającej państewkiem feudalnym obejmującym obszar całej Doliny Górnej Białej Lądeckiej i jej dopływów powyżej dzisiejszego Radochowa. Zamek położony w strategicznym miejscu nad rejonami osadniczymi w dolinach strzegł również kilku przełęczy, przez które prowadziły trakty handlowe (jeden z ważniejszych, nazwany później Solną Drogą, biegnie u stóp zamku). Razem z zamkiem Homole i Rychleby tworzył system obronny tej części Śląska. W latach 1352–1353 r. właścicielem zamku był Mersan von Parchwitz, który odsprzedał zamek królowi Czech i Niemiec Karolowi IV. Ustanowił on Mersana jako burgrabiego zamku. W 1354 r. właścicielem został brat Karola IV, margrabia morawski Jan Henryk, a w 1378 r. bratanek króla – Jodok z Moraw. 13 września 1400 oddał zamek wraz z dobrami w lenno Konradowi i Eberhardowi von Nymecz. W 1412 r. Schaff-Gotsch wzmiankowany jest jako właściciel.
Pomyślne trwanie państewka trwało półtora wieku. Okres wojen husyckich spustoszył okolicę i sam zamek. W marcu 1428 r. dokonano najazdu: zamek spalono wówczas po raz pierwszy by dokończyć zniszczeń trzy lata później. Ostatnim panem zamku był Hynek Krušina z Lichtenburga, który wykupił z dóbr królewskich zastawioną za długi ziemię kłodzką. Człowiek ten mimo szlacheckiego pochodzenia zajmował się rabunkiem i rozbojem, łupiąc regularnie okolicznych mieszkańców i podróżnych na drogach. Przebrał jednak miarę, gdy w 1442 r. najechał i splądrował klasztor w Henrykowie. Wojska połączonych sił miast księstw śląskich rok później najechały w odwecie Karpień, zdobywając go i niszcząc. Sam Hynek jeszcze do swojej śmierci w 1454 r. dawał się we znaki miejscowej ludności.
Opuszczony, na wpół zrujnowany zamek był do 1513 r. siedliskiem rabusiów, dopóki mieszczanie lądeccy nie przegonili ich stamtąd równając z ziemią zamek ostatecznie. Kamień z ruin przez lata służył miejscowej ludności jako budulec. Od XVII w. stał się atrakcją turystyczną dla kuracjuszy rozwijającego się wówczas kurortu w Lądku-Zdroju. Ruiny zagospodarowano dzięki staraniom Kłodzkiego Towarzystwa Górskiego. W 1885 r. GGV postawiło na dawnym podgrodziu drewnianą wieżę widokową. Została ona zburzona w 1899 r.

## Badania archeologiczne i stan obecny

Plan zamku.
A – dziedziniec grodu wewnętrznego
B – dziedziniec zewnętrzny
S – stajnie
W – wieża
1 – stołp
2 – pralnia / łaźnia
3 – kuchnia
4 – piwnica / spiżarnia

To co dzisiaj tu zobaczymy to w zasadzie same fundamenty i kamienie. Miejsce warte jest jednak odwiedzenia ze względów edukacyjnych – dobrze widoczny jest podział obiektu na gród wewnętrzny z wieżą i dziedzińcem, zewnętrzny mur obronny i na podgrodzie. Na dziedzińcu można jeszcze odnaleźć głaz z wyrytym planem zamku, wyrżniętym dla turystów w 1883 r. oraz kamienną ławę jeszcze sprzed wojny. Obiekt leży na terenie Lasów Państwowych i niezabezpieczony popada niestety w dalszą ruinę. Poza akcjami sprzątania organizowanymi przez ZHP lub PTTK, nie jest przedmiotem żadnych prac konserwacyjnych.
Kompleksowe badania archeologiczne wykonali Niemcy, rozpoczynając wiosną 1882 r. wykopaliska. Ostatnie badania archeologiczne prowadzono tu w latach 2009–2010. Według informacji z 2006 r., Gmina Lądek-Zdrój podejmuje się programu zabezpieczenia cennych historycznie ruin ze środków Unii Europejskiej.

## Informacje turystyczne
Przez ruiny przechodzą dwa szlaki turystyczne:
- niebieski (E3) z Lądka-Zdroju (czas dojścia: 1:30 h, według oznaczeń PTTK-1:45) do Starego Gierałtowa (czas dojścia: 1:30 h),
- zielony z Przełęczy Gierałtowskiej (czas dojścia: 2 h) do Przełęczy Lądeckiej (czas dojścia: 1:30 h).